# Salacia blepharophora
Salacia blepharophora är en benvedsväxtart som beskrevs av Ding Hou. Salacia blepharophora ingår i släktet Salacia och familjen Celastraceae. Inga underarter finns listade.